# Изготовление дудки на Полесье
Дудка-выкрутка — древний белорусский народный духовой музыкальный инструмент, представляющий собой продольную свистковую флейту. Её изготовление и использование являются важной частью белорусской традиционной музыкальной культуры. Дудка имеет длину 40-60 см, одну свистковую и 6 игровых отверстий (одно из них глухое). Традиция изготовления дудки архаичным способом выкручивания сохранилась до наших дней и представляет значительный интерес для исследователей народной музыкальной культуры.

## История и происхождение
Дудка и другие инструменты флейтового типа были известны на территории Беларуси ещё в первой половине 2-го тысячелетия до н. э. Литературные памятники XI—XVIII веков, такие как «Книга светлого пророка божьего Даниила» Ф. Скорины (XVI в.) и «Загадчик дел старых лет» (1699 г.), содержат упоминания о дудке. В XIX веке с развитием этнографии и фольклористики появились более подробные описания инструмента. Белорусский фольклорист и этнограф А. К. Сержпутовский отмечал, что дудка занимает важное место в устном народном творчестве, выполняя эстетическую и социально-общественную функции.
На территории Беларуси изготовление дудки имело региональные особенности. Например, «полесская дудка» была распространена на границе с Украиной. Описание изготовления дудки-выкрутки именно Полесского региона содержится в монографии белорусского этнографа Ч. Г. Петкевича «Речицкое Полесье» (1928 г.).

## Технология изготовления
Для изготовления дудки используются натуральные материалы: сосновое дерево, топор, острый нож, клещи, береста. Процесс изготовления включает выкручивание ствола дерева, что требует особых навыков и знаний. Мастера считают, что дудка имеет душу, потому что сделана из живого дерева. Особенно красиво она звучит, если дерево выросло на могиле или в него ударила молния.

## Современное бытование
На сегодняшний день известен единственный мастер, владеющий архаичным способом изготовления дудки-выкрутки, — Фёдор Владимирович Муравейко, житель деревни Тычины Солигорского района Минской области. Он научился изготовлению дудки ещё в детстве, освоив местные полесские традиции. Фёдор Владимирович проводит мастер-классы, где демонстрирует процесс изготовления дудки и её звучание.
Современное использование дудки ограничено в основном фольклорными ансамблями и детскими самодеятельными коллективами. Традиционный культурный контекст изготовления и использования дудки почти утрачен, что делает этот элемент нематериального культурного наследия под угрозой исчезновения.